# Chown
chown to polecenie systemu Unix i pochodnych używane do zmiany właściciela pliku. W większości implementacji może być wykonywane tylko przez administratora systemu. Zwykli użytkownicy, którzy chcą zmienić grupę pliku, muszą korzystać z polecenia chgrp.

## Składnia wywołania
Polecenie chown wywoływane jest w następujący sposób:
```
 
chown
 
[
użytkownik
][
:grupa
]
 
plik-1
 
[
plik-2
 
...
]

```

gdzie parametry oznaczają:
- użytkownik określa nowego właściciela pliku,
- grupa (koniecznie poprzedzony dwukropkiem) określa grupę, do której plik ma zostać przypisany,
- plik-n określają jeden lub więcej plików, których dotyczy zmiana.

Uwagi:
- Co najmniej jeden z parametrów użytkownik lub grupa musi zostać określony.
- Zarówno użytkownik jak i grupa mogą zostać określone poprzez nazwę symboliczną lub identyfikator liczbowy.

## Przykłady
```
$
 
chown
 
nobody:nobody
 
/tmp
 
/var/tmp
$
 
chown
 
-R
 
andrzej:marketing
 
/katalog

```

W powyższym przykładzie pierwsze z poleceń chown operuje na katalogach /tmp i /var/tmp, zmieniając im właściciela i grupę na nobody. Nie modyfikuje jednak znajdujących się wewnątrz nich plików i podkatalogów — w tym celu program należy wywołać z dodatkową opcją -R, co pokazuje drugie wywołanie komendy.